# Verwaltungsgemeinschaft Lechbruck
Die Verwaltungsgemeinschaft Lechbruck im schwäbischen Landkreis Ostallgäu wurde im Zuge der Gemeindegebietsreform am 1. Mai 1978 gegründet und zum 1. Januar 1980 bereits wieder aufgelöst. Sitz der Verwaltungsgemeinschaft war Lechbruck.
Ihr gehörten die Gemeinden Lechbruck am See und Roßhaupten an, die Einheitsgemeinden mit eigener Verwaltung wurden.
Die Gemeinde Roßhaupten bildete jedoch mit Wirkung ab 1. September 1981 zusammen mit der wieder errichteten Gemeinde Rieden am Forggensee die neu gegründete Verwaltungsgemeinschaft Roßhaupten.